# アトランティック・ディビジョン (NHL)
アトランティック・ディビジョン(Atlantic Division)はNHL、イースタン・カンファレンスの地区の一つ。

## 現在の所属チーム
2013-14シーズンからNHLはカンファレンス編成を2つのディビジョンに再編され、2021-22シーズンから現在にかけて次の8チームが所属している。
- ボストン・ブルーインズ
- バッファロー・セイバーズ
- デトロイト・レッドウィングス
- フロリダ・パンサーズ
- モントリオール・カナディアンズ
- オタワ・セネターズ
- タンパベイ・ライトニング
- トロント・メープルリーフス

## チーム別優勝回数
過去の所属チームも含む。
太字は現在も所属しているチーム。
| チーム                         | 優勝回数 | 最近優勝したシーズン |
| ------------------------------ | -------- | -------------------- |
| ニュージャージー・デビルズ     | 9        | 2010                 |
| フィラデルフィア・フライヤーズ | 6        | 2011                 |
| ボストン・ブルーインズ         | 3        | 2023                 |
| フロリダ・パンサーズ           | 3        | 2024                 |
| モントリオール・カナディアンズ | 2        | 2017                 |
| ニューヨーク・レンジャース     | 2        | 2012                 |
| ピッツバーグ・ペンギンズ       | 2        | 2013                 |
| タンパベイ・ライトニング       | 2        | 2019                 |
| トロント・メープルリーフス     | 1        | 2025                 |
| バッファロー・セイバーズ       | -        | -                    |
| デトロイト・レッドウィングス   | -        | -                    |
| オタワ・セネターズ             | -        | -                    |
| ニューヨーク・アイランダース   | -        | -                    |
| ワシントン・キャピタルズ       | -        | -                    |